# Izaura
Izaura – imię żeńskie pochodzenia łacińskiego. Wywodzi się od słowa oznaczającego osobę pochodzącą z Izaurii (region Azji Mniejszej). Popularne w państwach hiszpańsko- i portugalskojęzycznych. Do języka polskiego przedostało się za pośrednictwem popularnego w latach 80. XX w. brazylijskiego serialu telewizyjnego Niewolnica Isaura.
Patronem tego imienia jest ateńczyk, św. Izaur diakon, męczennik, wspominany razem z Bazylim, Feliksem, Innocentym, Jeremiaszem i Peregrynem.
W innych językach:
- łacina – Isaura
- macedoński – Isavra
- węgierski – Izaura.

Izaura jest w Polsce imieniem rzadkim. W styczniu 2024 w rejestrze PESEL było 51 kobiet o imieniu Izaura nadanym jako imię pierwsze oraz 56 kobiet noszących imię Izaura jako imię drugie.
Izaura imieniny obchodzi 17 czerwca.